# 태니아 터커

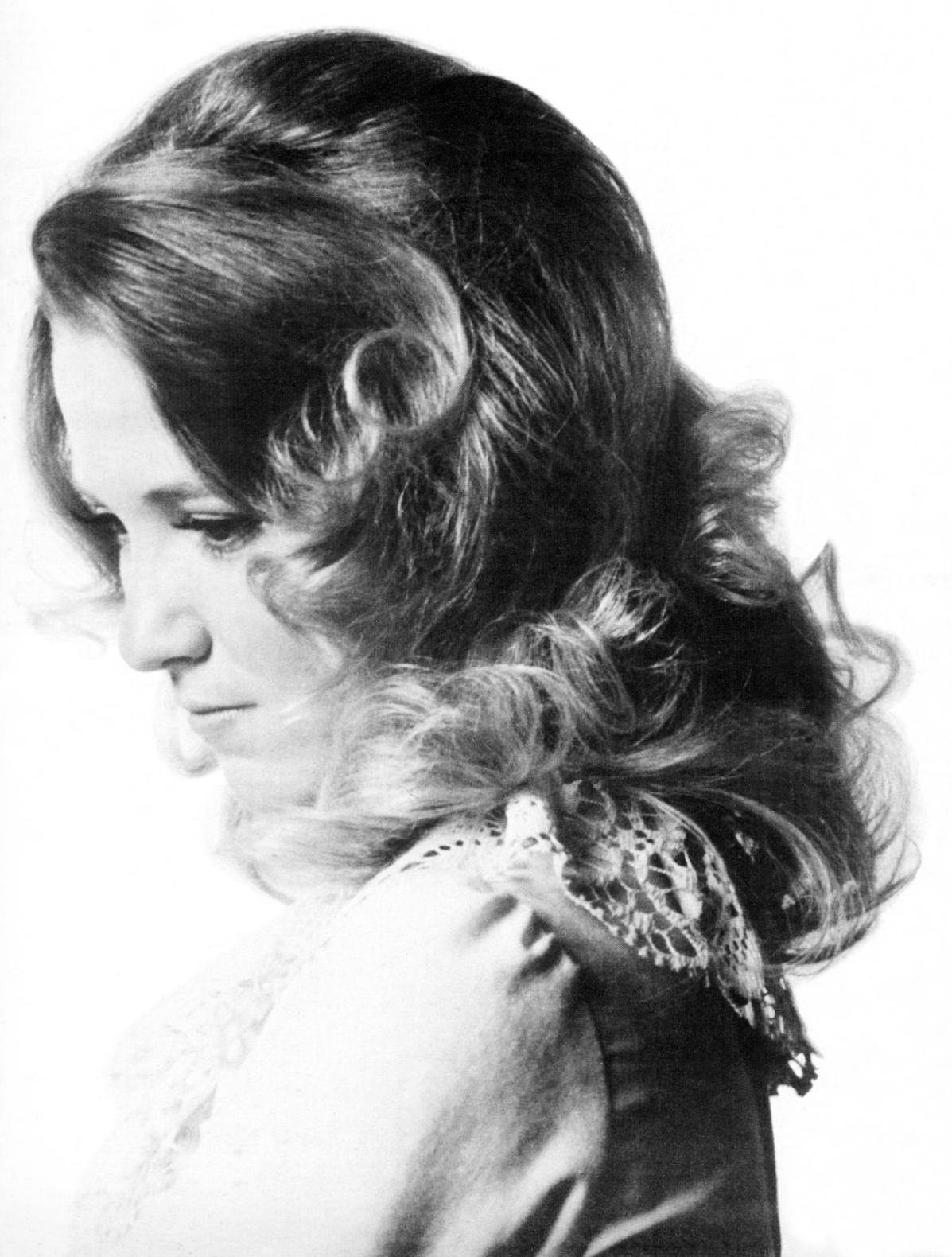
태니아 터커, 1973

태니아 터커(Tanya Tucker, 1958년 10월 10일 ~ )는 미국의 가수이다. 텍사스주에서 태어났으며, 삼남매 중 막내로 출생하였다. 애리조나주 윌콕스에서 유년시절을 보냈고 9세 경에는 가수가 되기로 결심하였다. 작곡가 드로레스 프러의 인정을 받고 1972년(13세)에 최초로 녹음한 《델타 돈》이 크게 인기를 얻어 주목을 받았다. 이후 〈웟스 유어 마마스 네임〉 등의 인기곡을 냈다.